# ديفيد هوكينز
ديفيد هوكينز (بالإنجليزية: David Hawkins) هو سباح أسترالي، ولد في 13 ديسمبر 1933 في Manly, New South Wales ‏ في أستراليا.

## وصلات خارجية
- ديفيد هوكينز على موقع الاتحاد الدولي للسباحة (الإنجليزية)
- ديفيد هوكينز على موقع أوليمبيديا (الإنجليزية)
- ديفيد هوكينز على موقع اتحاد ألعاب الكومنولث (مؤرشف) (الإنجليزية)